# Kyšice – Kobyla
Kyšice – Kobyla je přírodní památka v okrese Kladno. Byla vyhlášena 30. srpna 2013 západně od obce Kyšice. Chráněné území o rozloze 20,16 hektarů se nachází v nadmořské výšce 408–440 metrů. Cílem ochrany je vytvoření optimálních podmínek pro výskyt chráněných druhů obojživelníků, z nichž nejvýznamnějším je ohrožený čolek velký (Triturus cristatus), který se na lokalitě vyskytuje v počtu desítek až stovek jedinců. Ochrana spočívá ve stabilizaci a zlepšení míst vhodných pro jejich rozmnožování, kterými jsou tři nebeská jezírka a zatopený lom.

## Přístup
Východní částí přírodní památky vede značená cyklotrasa č. 8182 z Malých Kyšic k rozhledně Kožová hora a podél hranice prochází modře značená turistická trasa z Kladna do Nižboru.